# Grigorij Kosych
Grigorij Georgievič Kosych (in russo Григорий Георгиевич Косых?; 9 febbraio 1934 – 23 febbraio 2012) è stato un tiratore a segno sovietico, dal 1991 russo.

## Palmarès

### Olimpiadi
- 1 medaglia:
  - 1 oro (Città del Messico 1968 nella pistola 50 metri)